# 21e étape du Tour d'Italie 2006
La 21e étape du Tour d'Italie 2006 a lieu le 28 mai entre Madonna del Ghisallo et Milan. Elle est remportée par Robert Förster.

## Résultats

### Classement de l'étape
|    | Coureur             | Pays      | Équipe                |    | Temps           |
| -- | ------------------- | --------- | --------------------- | -- | --------------- |
| 1  | Robert Förster      | Allemagne | Gerolsteiner          | en | 3 h 56 min 03 s |
| 2  | Maximiliano Richeze | Argentine | Panaria               | +  | m.t.            |
| 3  | Olaf Pollack        | Allemagne | T-Mobile              |    | m.t.            |
| 4  | Paolo Bettini       | Italie    | Quick Step-Innergetic |    | m.t.            |
| 5  | Leonardo Duque      | Colombie  | Cofidis               |    | m.t.            |
| 6  | Elia Rigotto        | Italie    | Team Milram           |    | m.t.            |
| 7  | Yuriy Krivtsov      | Ukraine   | AG2R Prévoyance       |    | m.t.            |
| 8  | Sven Krauss         | Allemagne | Gerolsteiner          |    | m.t.            |
| 9  | Renaud Dion         | France    | AG2R Prévoyance       |    | m.t.            |
| 10 | Koen de Kort        | Pays-Bas  | Liberty Seguros       |    | m.t.            |

### Points attribués
|   | Cycliste            | Pays     | Équipe                | Points |
| - | ------------------- | -------- | --------------------- | ------ |
| 1 | Paolo Bettini       | Italie   | Quick Step-Innergetic | 8      |
| 2 | Mickaël Delage      | France   | Française des jeux    | 6      |
| 3 | Patrick Calcagni    | Suisse   | Liquigas              | 4      |
| 4 | Jurgen Van de Walle | Belgique | Quick Step-Innergetic | 3      |
| 5 | Raffaele Illiano    | Italie   | Colombia Selle-Italia | 2      |
| 6 | Leonardo Scarselli  | Italie   | Quick Step-Innergetic | 1      |

|    | Cycliste            | Pays      | Équipe                | Points |
| -- | ------------------- | --------- | --------------------- | ------ |
| 1  | Robert Förster      | Allemagne | Gerolsteiner          | 25     |
| 2  | Maximiliano Richeze | Argentine | Panaria               | 20     |
| 3  | Olaf Pollack        | Allemagne | T-Mobile              | 16     |
| 4  | Paolo Bettini       | Italie    | Quick Step-Innergetic | 14     |
| 5  | Leonardo Duque      | Colombie  | Cofidis               | 12     |
| 6  | Elia Rigotto        | Italie    | Team Milram           | 10     |
| 7  | Yuriy Krivtsov      | Ukraine   | AG2R Prévoyance       | 9      |
| 8  | Sven Krauss         | Allemagne | Gerolsteiner          | 8      |
| 9  | Renaud Dion         | France    | AG2R Prévoyance       | 7      |
| 10 | Koen de Kort        | Pays-Bas  | Liberty Seguros       | 6      |
| 11 | Grégory Rast        | Suisse    | Phonak                | 5      |
| 12 | Christian Knees     | Allemagne | Team Milram           | 4      |
| 13 | Stefan Schumacher   | Allemagne | Gerolsteiner          | 3      |
| 14 | Manuele Mori        | Italie    | Saunier Duval         | 2      |
| 15 | William Bonnet      | France    | Crédit agricole       | 1      |

### Points attribués pour le classement combiné
|    | Cycliste               | Pays    | Équipe                | Points |
| -- | ---------------------- | ------- | --------------------- | ------ |
| 1  | Ivan Basso             | Italie  | Team CSC              | 43     |
| 2  | José Enrique Gutiérrez | Espagne | Phonak                | 38     |
| 3  | Sandy Casar            | France  | Française des jeux    | 31     |
| 4  | Gilberto Simoni        | Italie  | Saunier Duval         | 30     |
| 5  | Paolo Bettini          | Italie  | Quick Step-Innergetic | 30     |
| 6  | Paolo Savoldelli       | Italie  | Discovery Channel     | 27     |
| 7  | Leonardo Piepoli       | Italie  | Saunier Duval         | 25     |
| 8  | Juan Manuel Gárate     | Espagne | Quick Step-Innergetic | 24     |
| 9  | Damiano Cunego         | Italie  | Lampre-Fondital       | 21     |
| 10 | Patxi Vila             | Espagne | Lampre-Fondital       | 15     |

## Classements à l'issue de l'étape

### Classement général
|    | Cycliste               | Pays     | Équipe                |    | Temps            |
| -- | ---------------------- | -------- | --------------------- | -- | ---------------- |
| 1  | Ivan Basso             | Italie   | Team CSC              | en | 91 h 33 min 36 s |
| 2  | José Enrique Gutiérrez | Espagne  | Phonak                | +  | 9 min 18 s       |
| 3  | Gilberto Simoni        | Italie   | Saunier Duval         |    | 11 min 59 s      |
| 4  | Damiano Cunego         | Italie   | Lampre-Fondital       |    | 18 min 16 s      |
| 5  | Paolo Savoldelli       | Italie   | Discovery Channel     |    | 19 min 22 s      |
| 6  | Sandy Casar            | France   | Française des jeux    |    | 23 min 53 s      |
| 7  | Juan Manuel Gárate     | Espagne  | Quick Step-Innergetic |    | 24 min 26 s      |
| 8  | Franco Pellizotti      | Italie   | Liquigas              |    | 25 min 57 s      |
| 9  | Víctor Hugo Peña       | Colombie | Phonak                |    | 26 min 27 s      |
| 10 | Patxi Vila             | Espagne  | Lampre-Fondital       |    | 27 min 34 s      |

### Classement par points
|   | Cycliste               | Pays    | Équipe                | Points |
| - | ---------------------- | ------- | --------------------- | ------ |
| 1 | Paolo Bettini          | Italie  | Quick Step-Innergetic | 169    |
| 2 | Ivan Basso             | Italie  | Team CSC              | 158    |
| 3 | José Enrique Gutiérrez | Espagne | Phonak                | 132    |

### Classement du meilleur grimpeur
|   | Cycliste           | Pays    | Équipe                | Points |
| - | ------------------ | ------- | --------------------- | ------ |
| 1 | Juan Manuel Gárate | Espagne | Quick Step-Innergetic | 64     |
| 2 | Ivan Basso         | Italie  | Team CSC              | 56     |
| 3 | Fortunato Baliani  | Italie  | Panaria               | 52     |

### Classement du combiné
|   | Cycliste               | Pays    | Équipe            | Points |
| - | ---------------------- | ------- | ----------------- | ------ |
| 1 | Paolo Savoldelli       | Italie  | Discovery Channel | 775    |
| 2 | José Enrique Gutiérrez | Espagne | Phonak            | 651    |
| 3 | Ivan Basso             | Italie  | Team CSC          | 595    |

### Classements par équipes

#### Classement aux temps
|   | Équipe            | Pays       |    | Temps             |
| - | ----------------- | ---------- | -- | ----------------- |
| 1 | Phonak            | Suisse     | en | 274 h 21 min 31 s |
| 2 | Lampre-Fondital   | Italie     | +  | 7 min 36 s        |
| 3 | Discovery Channel | États-Unis |    | 16 min 05 s       |

#### Classement aux points
|   | Équipe        | Pays    | Points |
| - | ------------- | ------- | ------ |
| 1 | Phonak        | Suisse  | 323    |
| 2 | Saunier Duval | Espagne | 298    |
| 3 | Panaria       | Italie  | 270    |

### Classements annexes

#### Classement Azzurri d'Italia
|   | Cycliste         | Pays   | Équipe                | Points |
| - | ---------------- | ------ | --------------------- | ------ |
| 1 | Ivan Basso       | Italie | Team CSC              | 18     |
| 2 | Leonardo Piepoli | Italie | Saunier Duval         | 9      |
| 3 | Paolo Bettini    | Italie | Quick Step-Innergetic | 9      |

#### Classement de la combativité
|   | Cycliste               | Pays    | Équipe                | Points |
| - | ---------------------- | ------- | --------------------- | ------ |
| 1 | Paolo Bettini          | Italie  | Quick Step-Innergetic | 49     |
| 3 | Ivan Basso             | Italie  | Team CSC              | 42     |
| 2 | José Enrique Gutiérrez | Espagne | Phonak                | 35     |

#### Classement 110 Gazzetta
|   | Cycliste         | Pays   | Équipe                | Points |
| - | ---------------- | ------ | --------------------- | ------ |
| 1 | Paolo Bettini    | Italie | Quick Step-Innergetic | 22     |
| 2 | Mickaël Delage   | France | Française des jeux    | 22     |
| 3 | Patrick Calcagni | Suisse | Liquigas              | 22     |

#### Classement de l'échappée (Fuga)
|   | Cycliste            | Pays   | Équipe                | Points |
| - | ------------------- | ------ | --------------------- | ------ |
| 1 | Christophe Edaleine | France | Crédit agricole       | 364    |
| 2 | Gabriele Missaglia  | Italie | Colombia Selle-Italia | 317    |
| 3 | Marzio Bruseghin    | Italie | Lampre-Fondital       | 297    |